# Millerosteus minor
Millerosteus minor è un pesce placoderma estinto, appartenente agli artrodiri. Visse nel Devoniano medio (circa 390 - 385 milioni di anni fa) e i suoi resti fossili sono stati ritrovati in Europa.

## Descrizione
Questo piccolo pesce non raggiungeva i 20 centimetri di lunghezza, e solitamente l'armatura che ricopriva la testa e la metà anteriore del corpo era lunga circa 6 centimetri. Le dimensioni medie degli esemplari di Millerosteus erano di circa 10 - 15 centimetri come lunghezza complessiva. Millerosteus è uno dei più piccoli placodermi noti. Lo scudo cefalico era piuttosto alto, e gli occhi erano relativamente grandi. Lo scudo dorsale mediano era lungo e sottile, con una spina nella parte posteriore. Le spine laterali erano anch'esse allungate e sottili. 
Uno studio riguardante la colonna vertebrale di Millerosteus ha messo in luce alcune caratteristiche degli archi emali e neurali, particolarmente robusti: lo studio istologico ha determinato che questi archi iperostotici avevano una condizione simile alla pachiostosi riscontrabile nei vertebrati più derivati (osteitti), dotati di osso endocondrale, nonostante i placodermi fossero dotati solo di osso pericondrale nelle loro colonne vertebrali (van Mesdag et al., 2018).

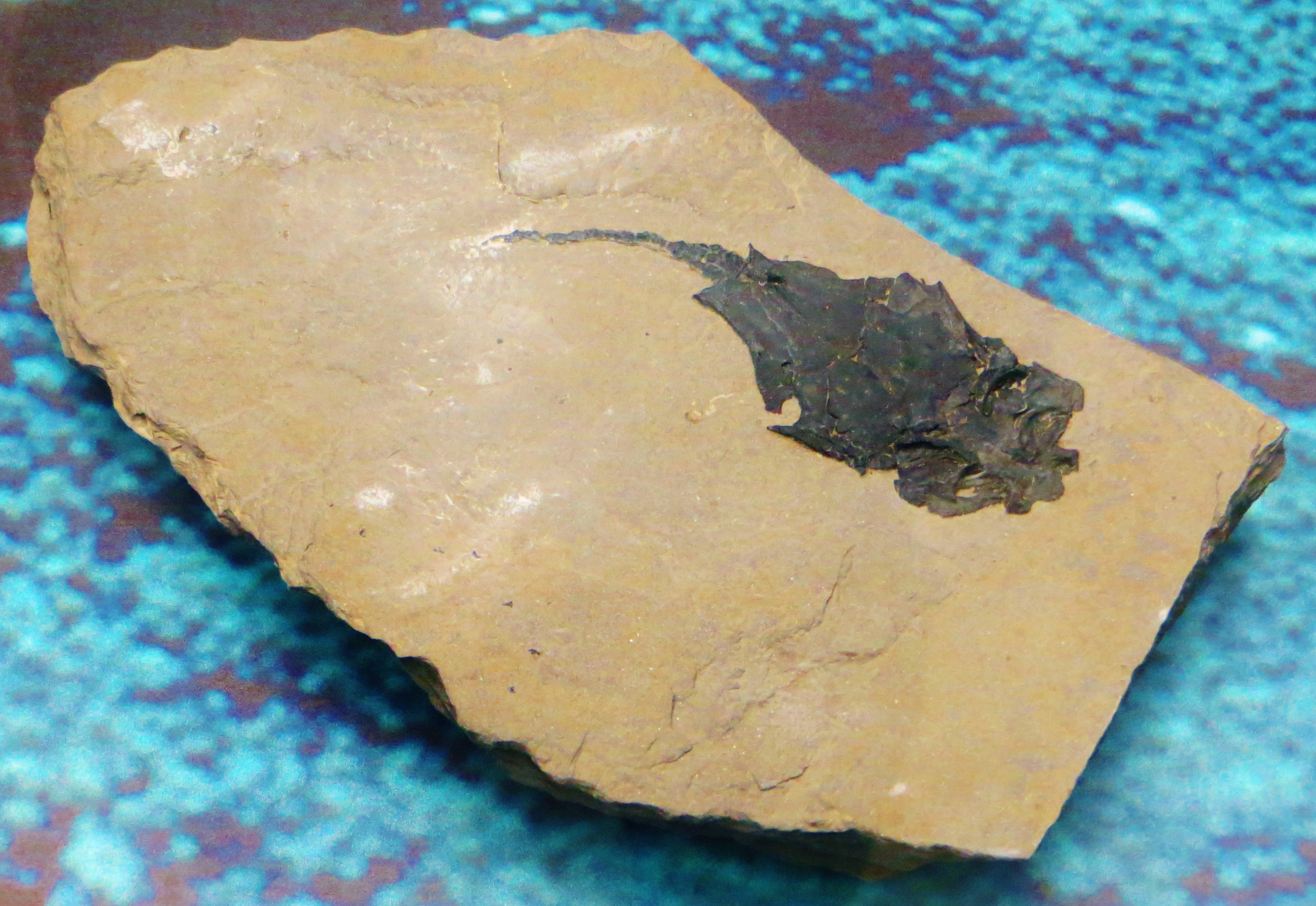
Fossile di Millerosteus

## Classificazione
Millerosteus è un rappresentante degli artrodiri, il più grande gruppo di placodermi. In particolare, Millerosteus era un membro dei coccosteidi, artrodiri predatori di dimensioni medio - piccole. Millerosteus minor è noto per numerosi fossili provenienti dalle Arenarie Rosse Antiche della Scozia, ed è stato descritto inizialmente da Hugh Miller con il nome di Coccosteus minor. Fu poi Stensio a istituire il genere Millerosteus per questa specie, riconoscendo le differenze con Coccosteus, di dimensioni maggiori. Lo stesso Stensio nel 1963 istituì la famiglia Millerosteidae per questo animale, ma in seguito altri studi indicarono che Millerosteus era a tutti gli effetti un coccosteide. Altri fossili di Millerosteus provengono dall'Estonia.

## Paleoecologia
Millerosteus era un piccolo predatore che viveva nei pressi del fondale, dalle limitate capacità di nuoto libero. 